# Ljeto
 Ovo je glavno značenje pojma Ljeto. Za roman Alberta Camusja pogledajte Ljeto (roman).
Ljeto je jedno od četiri godišnja doba i najtoplije je od njih. Traje od ljetnog suncostaja do iduće ravnodnevnice, dakle od trenutka kada Sunce u svom prividnom kretanju po nebu dostigne najveću pozitivnu deklinaciju (postigne najveću prividnu visinu), pa do trenutka kada Sunce prođe kroz ravninu u kojoj je Zemljin ekvator. Stoga je na početku ljeta dan najdulji, a noć najkraća, dok su na kraju ljeta, dakle na početku jeseni dan i noć jednako dugi. Na sjevernoj polutki traje otprilike od 20. lipnja do 23. rujna. Na južnoj polutci traje od oko 20. prosinca do oko 21. ožujka. 
Ljeto 2006. godine za stanovnike sjeverne Zemljine polutke počelo je u ponedjeljak, 21. lipnja u 14 sati i 26 minuta po srednjoeuropskom vremenu. U isto vrijeme za stanovnike južne Zemljine polulopte počinje zima.
Ljeto je vrijeme školskih praznika za učenike i studente te žetvenih radova u poljoprivredi.

## Unutarnje poveznice
|  | Zajednički poslužitelj ima stranicu o temi ljeto    |
|  | Zajednički poslužitelj ima još gradiva o temi ljeto |
|  | Wječnik ima rječničku natuknicu ljeto               |